# Larstjärnen (Idre socken, Dalarna)
Larstjärnen är en sjö i Älvdalens kommun i Dalarna och ingår i Dalälvens huvudavrinningsområde. Sjön har en area på 0,127 kvadratkilometer och ligger 482,3 meter över havet.

## Delavrinningsområde
Larstjärnen ingår i det delavrinningsområde (686290-134648) som SMHI kallar för Mynnar i Dalälvens vattendragsyta. Medelhöjden är 559 meter över havet och ytan är 10,5 kvadratkilometer. Det finns inga avrinningsområden uppströms utan avrinningsområdet är högsta punkten. Vattendraget som avvattnar avrinningsområdet har biflödesordning 2, vilket innebär att vattnet flödar genom totalt 2 vattendrag innan det når havet efter 463 kilometer. Avrinningsområdet består mestadels av skog (94 procent). Avrinningsområdet har 0,25 kvadratkilometer vattenytor vilket ger det en sjöprocent på 2,3 procent.